# Basketbol'nyj klub Chimki 2020-2021
Questa voce raccoglie le informazioni riguardanti il Basketbol'nyj klub Chimki nelle competizioni ufficiali della stagione 2020-2021.

## Stagione
La stagione 2020-2021 del Basketbol'nyj klub Chimki è la 22ª nel massimo campionato russo di pallacanestro, la VTB United League.

## Roster
Aggiornato al 27 luglio 2020
| Chimki 2020-21 | Chimki 2020-21 |
| Giocatori      | Staff tecnico  |
| -------------- | -------------- |

| N. | Naz.                   | Ruolo | Nome               | Anno | Alt.   | Peso   |  |
| -- | ---------------------- | ----- | ------------------ | ---- | ------ | ------ |  |
| 1  | Russia (bandiera)      | PG    | Aleksej Šved       | 1988 | 198 cm | 86 kg  |  |
| 3  | Stati Uniti (bandiera) | P     | Errick McCollum    | 1988 | 188 cm | 87 kg  |  |
| 6  | Lettonia (bandiera)    | AP    | Jānis Timma        | 1992 | 203 cm | 103 kg |  |
| 7  | Russia (bandiera)      | GA    | Sergej Karasëv     | 1993 | 201 cm | 94 kg  |  |
| 8  | Russia (bandiera)      | G     | Vjačeslav Zajcev   | 1989 | 190 cm | 87 kg  |  |
| 9  | Russia (bandiera)      | G     | Egor Vjal'cev      | 1985 | 193 cm | 88 kg  |  |
| 10 | Russia (bandiera)      | C     | Andrej Desjatnikov | 1994 | 220 cm | 113 kg |  |
| 10 | Russia (bandiera)      | AG    | Dmitrij Kadošnikov | 2001 | 202 cm |        |  |
| 11 | Russia (bandiera)      | A     | Maksim Baraškov    | 1998 | 201 cm | 93 kg  |  |
| 12 | Russia (bandiera)      | AP    | Sergej Monja (C)   | 1983 | 202 cm | 103 kg |  |
| 13 | Russia (bandiera)      | C     | Vladislav Šarapov  | 1999 | 204 cm | 120 kg |  |
| 14 | Russia (bandiera)      | GA    | Anton Ponkrašov    | 1986 | 200 cm | 93 kg  |  |
| 15 | Stati Uniti (bandiera) | C     | Greg Monroe        | 1990 | 211 cm | 120 kg |  |
| 17 | Russia (bandiera)      | AG    | Vladislav Odinokov | 2000 | 203 cm | 85 kg  |  |
| 18 | Russia (bandiera)      | G     | Evgenij Voronov    | 1986 | 194 cm | 95 kg  |  |
| 21 | Russia (bandiera)      | P     | Daniil Kasatkin    | 1999 | 197 cm | 87 kg  |  |
| 24 | Serbia (bandiera)      | P     | Stefan Jović       | 1990 | 199 cm | 94 kg  |  |
| 25 | Russia (bandiera)      | C     | Timofej Mozgov     | 1986 | 216 cm | 125 kg |  |
| 27 | Russia (bandiera)      | C     | Sergej Kljuev      | 1998 | 210 cm | 98 kg  |  |
| 30 | Russia (bandiera)      | A     | Evgenij Valiev     | 1990 | 205 cm | 93 kg  |  |
| 31 | Stati Uniti (bandiera) | AC    | Devin Booker       | 1991 | 205 cm | 113 kg |  |
| 33 | Svezia (bandiera)      | AG    | Jonas Jerebko      | 1987 | 208 cm | 105 kg |  |
| 45 | Lettonia (bandiera)    | G     | Dairis Bertāns     | 1989 | 193 cm | 91 kg  |  |
| 50 | Russia (bandiera)      | AP    | Ivan Evstigneev    | 1999 | 194 cm | 84 kg  |  |
| 55 | Stati Uniti (bandiera) | AG    | Jordan Mickey      | 1994 | 203 cm | 107 kg |  |

| Allenatore |
| - Rimas Kurtinaitis (fino al 16 gennaio) - Andrej Mal'cev (dal 16 gennaio) |
| Assistente/i |
| - Aurimas Jasilionis - Robertas Kuncaitis (fino al 7 dicembre) - Giedrius Kurtinaitis (fino al 7 dicembre) - Andrej Mal'cev (dal 7 dicembre e fino al 16 gennaio) - Aleksandar Trifunović (dal 13 dicembre) Legenda - (C) Capitano - (IN) Inattivo - Infortunato Roster |

## Mercato

### Sessione estiva
| Acquisti | Acquisti        | Acquisti             | Acquisti      | Acquisti |
| R.a      | Nome            | da                   | Modalità      |          |
| -------- | --------------- | -------------------- | ------------- | -------- |
| AG       | Jordan Mickey   | Real Madrid          | svincolato    |          |
| G        | Evgenij Voronov | Zenit S. Pietroburgo | svincolato    |          |
| A        | Evgenij Valiev  | Parma Perm'          | fine prestito |          |
| G        | Timofej Jakušin | Parma Perm'          | fine prestito |          |
| C        | Greg Monroe     | Bayern Monaco        | svincolato    |          |
| P        | Errick McCollum | UNICS Kazan'         | svincolato    |          |

| Cessioni | Cessioni        | Cessioni             | Cessioni       | Cessioni |
| R.       | Nome            | a                    | Modalità       |          |
| -------- | --------------- | -------------------- | -------------- | -------- |
| A        | Igor' Vol'chin  | Zenit S. Pietroburgo | fine contratto |          |
| G        | Timofej Yakušin | Enisey Krasnojarsk   | fine contratto |          |
| P        | Chris Kramer    | H. Gerusalemme       | fine contratto |          |
| AG       | Anthony Gill    | Wash. Wizards        | fine contratto |          |
| AC       | Pëtr Gubanov    | Free agent           | fine contratto |          |
| C        | Thomas Robinson | Free agent           | fine contratto |          |
| A        | Jeremy Evans    | Free agent           | fine contratto |          |
| C        | Timofej Mozgov  | Free agent           | fine contratto |          |

### Dopo l'inizio della stagione
| Acquisti | Acquisti        | Acquisti   | Acquisti        | Acquisti   |
| R.       | Nome            | da         | Data            | Modalità   |
| -------- | --------------- | ---------- | --------------- | ---------- |
| GA       | Anton Ponkrašov | Free agent | 3 febbraio 2021 | svincolato |
| C        | Timofej Mozgov  | Free agent | 11 aprile 2021  | svincolato |

| Cessioni | Cessioni       | Cessioni   | Cessioni        | Cessioni    |
| R.       | Nome           | a          | Data            | Modalità    |
| -------- | -------------- | ---------- | --------------- | ----------- |
| AG       | Jonas Jerebko  | Free agent | 23 gennaio 2021 | rescissione |
| C        | Greg Monroe    | Free agent | 23 gennaio 2021 | rescissione |
| G        | Dairis Bertāns | Free agent | 2 marzo 2021    | rescissione |